# Côtes de Bourg

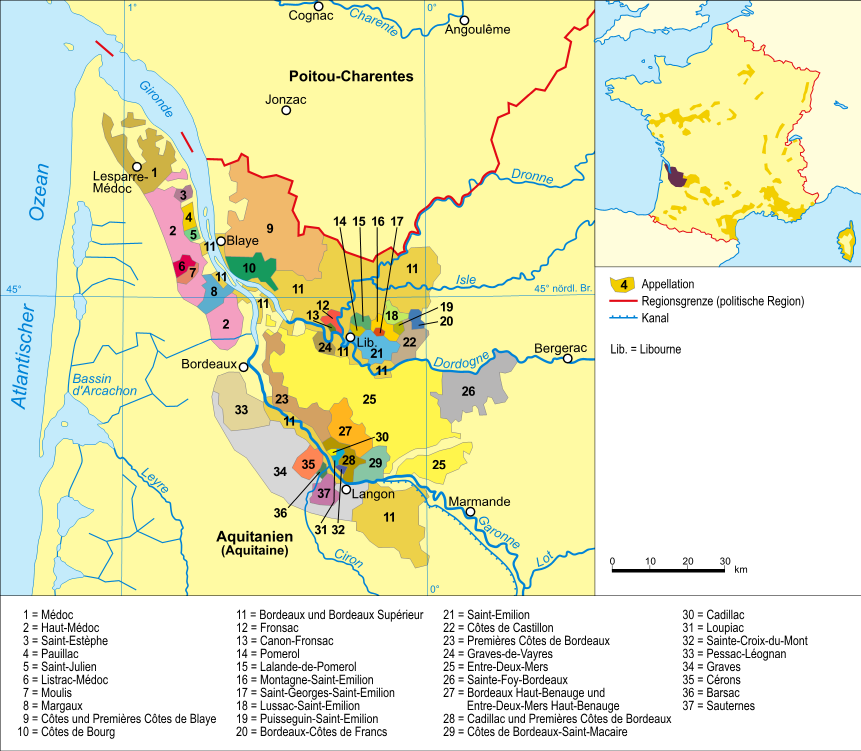
Das Weinbaugebiet Bordeaux

Das Weinbaugebiet Côtes de Bourg liegt am orographisch rechten Ufer der Gironde und ist Teil der Weinbauregion Bordeaux in Frankreich. Die nach der Gemeinde Bourg benannte Appellation liegt ca. 35 km nördlich-östlich der Stadt Bordeaux komplett innerhalb des Départements Gironde. Auf der gegenüberliegenden Seite des Flusses Gironde liegt die weltbekannte Appelation Margaux. Im Norden grenzt die auch unter dem Namen Bourgeais bekannte Region an das Weinbaugebiet Côtes de Blaye (auch Blayais genannt). Das Weinbaugebiet verfügt über rund 3.875 Hektar Rebfläche, die sich auf die 15 Gemeinden Bayon, Bourg, Comps, Gauriac, Lansac, Mombrier, Prignac-et-Marcamps, Pugnac, Saint-Ciers-de-Canesse, Saint-Seurin-de-Bourg, Saint-Trojan, Samonac, Tauriac, Teuillac und Villeneuve verteilen. Die Rebfläche entspricht ca. 83 % der potentiell erlaubten Anbaufläche. Die Weinberge werden von ca. 550 Winzern bearbeitet; von diesen sind ca. 250 Winzer an die 4 örtlichen Winzergenossenschaften (in Gauriac / Lansac / Pugnac / Bourg-Tauriac) angeschlossen. Die anderen 300 Winzer vermarkten ihre Produkte selbst. Die durchschnittliche Größe eines selbstvermarktenden Weinguts beträgt ca. 10 Hektar.
Seit dem 11. September 1936 verfügt das Gebiet für den Rotwein über den Status einer Appellation d’Origine Contrôlée (kurz AOC); für den Weißwein gilt dies seit dem 14. Mai 1941. Im Gegensatz zu anderen Gebieten des Bordelais ist die Appellation weitgehend frost- und hagelfrei. Auch die Niederschlagsmenge ist hier niedriger als im gegenüberliegenden Médoc. Die Böden hingegen sind sehr heterogen, so dass der in Frankreich gängige Begriff des Terroirs hier kaum greift.
Früher waren die Weine auch unter den Namen Bourgeais, Bourgeois oder Bourquais bekannt. Von hier wurde zwar schon sehr früh Bordeaux-Wein in andere Länder exportiert; das Gebiet ist aber immer als die kleine Schwester des Médoc bewertet worden. Auch heute noch werden 85 % der Weine in Frankreich selbst getrunken. Der Rest wird hauptsächlich in den europäischen Markt exportiert.
- Von den rund 3875 Hektar Rebfläche sind 3850 Hektar mit roten Rebsorten bestockt, bei denen der Merlot dominiert. Als rote Rebsorten sind Cabernet Franc (Anteil 6 %), Cabernet Sauvignon (Anteil 21 %), Malbec (Anteil 6 %) und Merlot (Anteil 67 %) zugelassen. Jährlich werden ca. 226.000 Hektoliter Wein gekeltert. Die Rotweine verfügen über eine schöne Farbe und eine kräftige Tanninstruktur. Die überwiegend im Barrique ausgebauten Weine sollten daher einige Jahre vor dem Genuss gelagert werden. Die Trinktemperatur liegt bei 16–17 °C.
- Der kleine Bestand weißer Rebsorten teilt sich auf die Sorten Colombard (Anteil 23 %), Muscadelle (Anteil 8 %), Sauvignon Blanc (Anteil 46 %) und Sémillon (Anteil 23 %) auf. Zugelassen ist auch der Merlot Blanc, spielt jedoch kaum eine Rolle. Die Jahresproduktion beträgt ca. 1.200 Hektoliter Weißwein. Die Trinktemperatur liegt bei 10–12 °C.